# عبد الله به شيو
عبد الله به شيو (بالكردية: عەبدوڵا پەشێو، Ebdulla Peşêw)‏ شاعر كردي معاصر، ولد في عام 1946 في أربيل، كردستان العراق. درس في معهد تدريب المعلمين في هولير (أربيل)، وشارك في المؤتمر التأسيسي لأتحاد الكتاب الكرد في بغداد عام 1970. وفي عام 1973 ذهب إلى الاتحاد السوفيتي السابق، وفي عام 1979 حصل على ماجستير الآداب مع التخصص في اللغات الأجنبية. في عام 1984 حصل على درجة الدكتوراه في فقه اللغة من معهد الدراسات الشرقية في أكاديمية العلوم في أتحاد الجمهوريات الأشتراكية السوفيتية. على مدى السنوات الخمس التالية، كان أستاذاً في جامعة الفاتح في طرابلس، ليبيا. عاش في فنلندا منذ عام 1995.
نشر أول قصيدة له في 1963 ومجموعته الأولى في عام 1967. ومنذ ذلك الحين صدرت له ثماني مجموعات. أحدثهن, Berew Zerdeper (نحو الشفق), التي نشرت في السويد في عام 2001. وهو يجيد الإنجليزية والروسية و قد ترجم أعمال والت ويتمان وألكسندر بوشكين إلى الكردية.

## وصلات خارجية
الموقع الرسمي